# Aitkin
Aitkin [ˈeɪkᵻn] är administrativ huvudort i Aitkin County i delstaten Minnesota. Orten har fått sitt namn efter pälshandlaren William Aitkin. Enligt 2020 års folkräkning hade Aitkin 2 168 invånare.

## Kända personer från Aitkin
- Warren William, skådespelare